# George Edward Alcorn Jr.
Pour les articles homonymes, voir Alcorn.
George Edward Alcorn Jr., né le 21 mars 1940 à Indianapolis, en Indiana et mort le 19 juin 2024, est un scientifique, physicien nucléaire et informaticien américain qui a travaillé pour IBM et la NASA. Il est connu pour ses inventions dans les domaines de la balistique, des missiles, des fusées, de la spectrométrie appliquée à l'astrophysique et de la gravure au plasma  de semi-conducteurs.

## Biographie

### Jeunesse et formation
George Edward Alcorn Jr. est l'aîné des deux fils de d'Arletta Dixon Alcorn et de George Alcorn Sr., un mécanicien automobile d’Indianapolis. George Alcorn Sr., conscient des opportunités ouvertes par une bonne instruction, a fait de nombreux sacrifices pour que ses deux fils puissent réaliser leurs rêves. Les compétences de George Alcorn Sr. en mécanique ont suscité chez ses deux fils un intérêt pour la technologie et les sciences. C'est ainsi qu'ils auront tous deux auront une carrière d'ingénieur, Charles, le cadet, comme ingénieur de recherche au sein d'IBM,,,,,,.
Les études secondaires de George Jr. sont récompensées par le California Savings and Loan Student Award, prix qui lui d'obtenir une bourse d'études couvrant les quatre années nécessaires pour obtenir le Bachelor of Science (licence), grâce cette bourse, George Edward Alcorn Jr. peut se présenter à l'Occidental College de Eagle Rock (Californie) où il est admis en 1958 et y obtient le Bachelor of Science en 1962 avec la mention honorable. Il s'y fait également connaître pour ses performances sportives en tant que joueur de baseball et de football américain, performances récompensées par l'obtention de huit Varsity letter (en),,,,,.
Grâce une bourse d'études, George Edward Alcorn est admis à l'université Howard, où il se spécialise en physique nucléaire, il  y soutient avec succès son Master of Science (Mastère 2) dans cette discipline en 1963,,,,.

### Carrière
Pendant ses études, en 1962 et 1963, grâce à une bourse d'été, George Edward Alcorn Jr., travaille comme stagiaire en tant qu'ingénieur de recherche pour la division spatiale de la Rockwell International où il est remarqué pour ses compétences informatiques en matière de calcul de la balistique et de la mise en orbite des missiles et plus spécifiquement, il participe au lancement des fusées Titan I, Titan II , Saturne IV et Nova en vue du programme spatial Apollo,,,,.
De 1965 à 1967, George Edward Alcorn Jr. travaille sur les ions négatifs grâce à des fonds de la National Aeronautics and Space Administration (NASA), travail repris au sein de recherches doctorales en physique nucléaire et moléculaire qui lui permettent de soutenir avec succès son Ph.D (doctorat) en 1967 auprès de l'université Howard, sa thèse a pour titre : An Electron Impact Study of the Methylamine, Monoethylamine, Dimethylamine, and Trimethylamine/  étude de l’impact des électrons sur la méthylamine, la monoéthylamine, la diméthylamine et la triméthylamine,,,.
Durant les années 1960, George Edward Alcorn Jr. fait partie des rares ingénieurs et physiciens afro-américains reconnus et affiliés par la NASA. Il adhère à la Electrochemical Society (en) et à l'Institute of Electrical and Electronics Engineers (IEEE).
Après l'obtention de son doctorat, il travaille pendant douze ans comme chef de la recherche scientifique à la Philco (en), également chef de la recherche scientifique chez la  PerkinElmer et enfin ingénieur conseil  chez l'IBM Corporation,.
En 1973, George Edward Alcorn Jr., parallèlement à sa carrière d'ingénieur de recherche, sponsorisé par IBM, il commence sa carrière d'enseignant auprès de l'université Howard où il donne des cours d'ingénierie électrique, puis à l'université du district de Columbia où il donne des cours de mathématiques supérieures appliquées à la microélectronique,,,.
En 1978, George Edward Alcorn Jr. prend sa retraite d'IBM pour accepter un poste au NASA Goddard Space Flight Center (GSFC) de Greenbelt dans l'État du Maryland. C'est dans ce cadre qu'il met au point le spectromètre à rayon X pour lequel il dépose un brevet en 1984. Ce spectromètre est probablement son invention la plus connue, car elle est notamment utilisée pour détecter une vie éventuelle sur d'autres planètes,,,.
En 1992, George Edward Alcorn Jr. est nommé directeur des programmes commerciaux du Goddard Space Flight Center. Il supervise la qualité des transferts de technologie et les recherches menées par des petites entreprises de haute technologie dans le domaine spatial,.
En 1994, George Edward Alcorn Jr. est embauché pour superviser le Robot Operated Material Processing System de la navette spatiale Columbia et les possibilités de le fabriquer en microgravité,.
En 2001, Donna Christian-Christensen (en) élue démocrate des Îles Vierges des États-Unis à la Chambre des représentants des États-Unis fait appel à George Edward Alcorn Jr. en tant que conseiller pour développer le secteur des technologies spatiales aux Îles Vierges.
En 2003, le Goddard  Space Flight Center nomme George Edward Alcorn Jr. à sa commission d'évaluation des projets puis le nomme en 2005 assistant directeur de la gestion des technologies et ingénieries appliquées.

### Inventions, brevets et récompenses
George Edward Alcorn Jr. est l'auteur de vingt-cinq inventions, six d'entre elles sont déposées auprès de l'United States Patent and Trademark Office (USPTO) sous les numéros d'enregistrement suivants avec leur description,, :
- (en) Brevet U.S. 4,289,834, enregistré le 12 octobre 1979, (Dense dry etched multi-level metallurgy with non-overlapped vias)[13]
- (en) Brevet U.S. 4,172,004, enregistré le 23 octobre 1979, (Method for forming dry etched multi-level metallurgy with non-overlapped vias”)[14],
- (en) Brevet U.S. 4,201,800, enregistré le 6 mai 1980, (Hardened photoresist master image mask process) [15],
- (en) Brevet U.S. 4,472,728, enregistré le 18 septembre 1984, (Imaging X-ray spectrometer) [16],
- (en) Brevet U.S. 4,543,442, enregistré le 24 septembre 1985, (GaAs Schottky barrier photo-responsive device and method of fabrication)[17],
- (en) Brevet U.S. 4,618,380, enregistré le 21 octobre 1986, (Method of fabricating an imaging X-ray spectrometer)[18].

George Edward Alcorn Jr.  est reconnu par la communauté scientifique comme étant un pionnier de la physique des plasmas appliquée au semi-conducteurs,,.
En 1999, le magazine Government Executive (en) couronne son rôle en tant que directeur de projet de l'invention du Airborne Lidar Topographical Mapping System mis au point pour le Goddard  Space Flight Center en lui décernant le Government Technology Leadership Award.
Certaines de ses inventions sont toujours classifiées secret défense par le gouvernement américain.

### Engagements sociaux
George Edward Alcorn Jr., à côté de ses activités professionnelles, s'est impliqué dans la vie sociale, notamment en encourageant les jeunes femmes et les jeunes afro-américains à embrasser des carrières d'ingénieur et de physicien et en usant de son aura pour qu'ils soient embauchés dans les entreprises. Pour aider ces jeunes à réaliser leurs buts, il a créé la Saturday Academy qui donne des cours de spécialisation post-doctorale en mathématiques et sciences,.
En 1984, la NASA lui décerne une médaille pour honorer son travail de promotion et d'accompagnement des minorités à développer des compétences liées à ses projets de recherches scientifiques et technologiques,.
Dès 1988, avec l'appui de Freeman A. Hrabowski III (en), le président de l'université du Maryland à Baltimore, George Edward Alcorn Jr. a développé des programmes de bourses d'études pour aider les étudiants afro-américains à suivre des études doctorales en sciences et mathématiques ou des études d'ingénieurs ; bourses financées par la fondation Meyerhoff,,.

### Vie privée
En 1969, il épouse Marie DaVillier, le couple donne naissance à un garçon en 1979,,.

## Prix et distinctions
- 1984 : lauréat du Inventor of the Year Award (« Prix de l’inventeur de l'année ») décerné par la NASA, pour ses travaux sur la spectrométrie[20],[3],[7],
- 1994 : lauréat du Heritage of Greatness Award, décerné par l'université Howard[21],
- 1999 : lauréat du Government Technology Leadership Award, décerné par le magazine Government Executive (magazine) (en)[4],[5],
- 2015 : cérémonie d'inscription au National Inventors Hall of Fame[22],[23].
- 2018 : George Edward Alcorn devient membre de la National Society of Black Physicists[24].